# Herbert Ihlefeld
Herbert Ihlefeld (Pinnow, 1 de junho de 1914 — Wennigsen, 8 de agosto de 1995) foi um oficial alemão que serviu na Luftwaffe durante a Segunda Guerra Mundial. Foi condecorado com a Cruz de Cavaleiro da Cruz de Ferro com Folhas de Carvalho e Espadas voou em mais de 1000 missões de combate durante a Guerra Civil Espanhola e a Segunda Guerra Mundial, abatendo 132 aeronaves.
Nascido em Pinnow, Ihlefeld se ofereceu para o serviço militar no Reichswehr da Alemanha Nazista em 1933. Inicialmente servindo no Heer (Exército), ele foi transferido para a Luftwaffe (Força Aérea) em 1935. Após o treinamento de voo, ele se ofereceu para serviço com a Legião Condor during the Spanisdurante a Guerra Civil Espanhola, onde foi designado para a Jagdgruppe 88 (J/88). De fevereiro a julho de 1938, ele reivindicou nove vitórias aéreas, duas permaneceram não confirmadas. Por seu serviço na Espanha, foi condecorado com a Cruz Espanhola em Ouro com Espadas.
Após o serviço na Espanha, Ihlefeld foi enviado para a Lehrgeschwader 2 (LG 2). Com esta unidade, ele participou da Invasão da Polônia e Batalha da França. Durante o auge da Batalha da Grã-Bretanha em 13 de setembro de 1940, ele foi condecorado com a Cruz de Cavaleiro da Cruz de Ferro após 21 vitórias aéreas na Segunda Guerra Mundial. Ihlefeld, que havia sido nomeado Gruppenkommandeur (comandante de grupo) do I. Gruppe da Jagdgeschwader 77 (JG 77) em setembro de 1940, lutou no batalhas aéreas da Campanha dos Balcãs. Durante a Operação Barbarossa, a invasão alemã da União Soviética, ele foi premiado com a Cruz de Cavaleiro da Cruz de Ferro com Folhas de Carvalho em 27 de junho de 1941. Dez meses depois, após sua 101.ª vitória aérea da guerra, Ihlefeld foi premiado com a Cruz de Cavaleiro da Cruz de Ferro com Folhas de Carvalho e Espadas em 24 de abril de 1942.
Em 22 de junho de 1942, Ihlefeld foi nomeado Geschwaderkommodore (comandante da ala) do Jagdgeschwader 52 (JG 52). Ele foi ferido em combate em 22 de julho de 1942 e após a convalescença, ele recebeu o comando da Jagdfliegerschule 3 (3.ª Escola de Pilotos de Caça). Em 21 de julho de 1943, ele foi encarregado de liderar uma unidade de interceptação de De Havilland Mosquito com a Jagdgeschwader 25 (JG 25) em Defesa do Reich. Esta unidade não conseguiu atingir seu objetivo e Ihlefeld foi designado para o Stab (unidade de sede) da 30.ª Divisão de Caça. Em 20 de maio de 1944, ele assumiu o comando da Jagdgeschwader 1 "Oesau" (JG 1) e participou da Operação Bodenplatte. Ihlefeld morreu em 8 de agosto de 1995 em Wennigsen, Baixa Saxônia.

## Sumário da carreira

### Condecorações
- Medalha Militar espanhola[5]
- Cruz Espanhola em Prata com Espadas[5]
- Distintivo de Ferido em Preto[5]
- Distintivo de Voo do Fronte da Luftwaffe em Ouro "1000"[5]
- Distintivo de Piloto/Observador[5]
- Cruz de Ferro (1939)
  - 2ª classe (26 de setembro de 1939)[6]
  - 1ª classe (4 de julho de 1940)[6]
- Troféu de Honra da Luftwaffe (12 de junho de 1941)[7]
- Cruz Germânica em Ouro (9 de abril de 1942) como Hauptmann no I./JG 77[8]
- Cruz de Cavaleiro da Cruz de Ferro (13 de setembro de 1940) como Oberleutnant e piloto no I./JG 77[9][10][Nota 2]
  - 16ª Folhas de Carvalho (27 de junho de 1941) como Hauptmann e Gruppenkommandeur do I./JG 77[10][11]
  - 9ª Espadas (24 de abril de 1942) como Hauptmann e Gruppenkommandeur do I./JG 77[10][12]
- Mencionado seis vezes na Wehrmachtbericht

## Notes
1. ↑  A partir de 1919, a força de defesa nacional da Alemanha era conhecida como Reichswehr. Esse nome foi retirado em favor da Wehrmacht em 16 de março de 1935.[4]
2. ↑  De acordo com Scherzer no I.(J)/LG 2.[10]